# سعدي المالح
سعدي المالح (1951-2014) أسمه الكامل سعدي بويا توما المالح، كاتب ومترجم وصحفي وأكاديمي عراقي، من عائلة يسارية ولد في بلدة عنكاوا في محافظة أربيل. اهتم منذ صغره بالصحافة والأدب حيث بدأ الكتابة في جريدة الراصد وجريدة التآخي وجريدة طريق الشعب والفكر الجديد ومجلة الثقافة الجديدة، في بداية السبعينات من القرن الماضي، أنجز أكثر 25 كتاباً في القصة والرواية والدراسات الفكرية والأقليات العراقية، فضلاً عن ترجماته من اللغة الروسية والإنكليزية والفرنسية والكردية. أحب اللغة العربية وكتب فيها، على الرغم من أنه يقول إنه أجبر عليها في بداية الأمر لأن السلطات الحاكمة لم تكن لتسمح للسريان بالكتابة بهذه اللغة، ومع هذا بقي محافظاً على لغته الأم، فأنتج فيما بعد بعض المقالات والدراسات التي نشرت في المجلات والصحف السريانية.

## التعليم والعمل
دخل سعدي المالح مدرسة عينكاوا الابتدائية في العام 1957 وتخرج منها العام 1963، درس في متوسطة صلاح الدين في أربيل للسنوات 1963-1967، حصل على دبلوم من معهد إعداد المعلمين في أربيل في عام 1970، ثم سافر عام 1976 إلى الاتحاد السوفيتي لدراسة الأدب، أكمل دراسته العليا في موسكو وحصل على ماجستير في الإبداع الأدبي (النثر الفني) من معهد جوركي للآداب التابع لاتحاد الكتاب السوفييت (سابقًا) في موسكوفي عام 1983، وموضوع الرسالة الإبداعية (حكايات من عنكاوا) وهي مجموعة قصص قصيرة وحصل على دبلوم لغة روسية (سنة دراسية كاملة) من الكلية التحضيرية بجامعة فارونيش في الاتحاد السوفييتي السابق. نال شهادة الدكتوراه في فقه اللغة والأدب، مجال الاختصاص الأدب العربي المعاصرعن أطروحته «الأدب العراقي في المنفى»، من معهد الإستشراق التابع لأكاديمية العلوم السوفيتية (سابقًا) في موسكو في عام 1986. هاجر بعدها إلى كندا، درس لمدة سنة دراسية كاملة 1989– 1990 في كلية فانييه في مونتريال للحصول على دبلوم لغة فرنسية، وكذلك حصل على دبلوم لغة انجليزية في العام 1990 من كلية بلاتون في مونتريال أيضا خلال سنة دراسية كاملة.
عَمِلَ في مجال الصحافَة وهو لم يتجاوز الثامنة عشر ككاتب تحقيقات صحفِيّة في جرِيدة التآخي والتي كان رئيس تحرِيرِها دارا توفيق، ثمّ عمل في جرِيدة الراصد مديرا لمكتبها في أربيل. أول مقَال لسعدي المالح نشر في مجلة الفكاهة عام 1967، وكانت المجل تصدر في بغداد. كان ينشر مقَالاته وتحقيقَاته الصحفيّة في الجرائد (التآخي، طرِيق الشعب، الراصد، الفكر الجديد) وكذلك المجلات ومنها: مجلة (الثَقَافَة الجدِيدَة) كما عمل بين 1973-1974 مدرسا للغة العربية في مدرسة صلاح الدين في الموصل – العراق، وخلال السنوات 1983 – 1986 وفي أثناء دراسته في موسكو عمل في إذاعة موسكو معلقاً سياسياً ثم مترجماً في عدد من الصحف والمجلات السوفييتية الصادرة آنذاك بالعربية وعمل مراسلاً لعدد من الصحف والمجلات العربية في بغداد وبيروت والقاهرة ودمشق وقبرص، وخلال السنوات 1983-1987 عمل مترجماً للأدب من الروسية إلى العربية في دار قوس قزح رادوغا في موسكو ومن ثم في فرعها في طشقند (أوزبكستان) وخلال السنوات 1986-1987 عمل أستاذاً للأدب العربي في كلية الدراسات الشرقية في جامعة طشقند وعمل في جامعة الفاتح في طرابلس كأستاذ الأدب واللغة الروسية والترجمة في مركز اللغات (كلية التربية) للسنوات 1987-1989، شغل منصب رئيس رابِطة الكتّاب والصحفيين العراقيين في كندا لعام 1990ــ 1991، كان عضواً عاملا في فيدرالية الصحفِيين المحترِفين في مقَاطعة كيبيك في كندا. وفي نفس العام شغل منصب رئيس مجلس إدارة ورئيس تحرير جريدة المرآة الأسبوعية الصادرة في مونتريال لمدة عشر سنوات ورئيس تحرير مجلة عشتار في العام 1999 الثقافية الصادرة في كندا كما كان له صلات تعاون مع العديد من الصحف ومنها الشرق الأوسط، والزمان، والاتحاد الإماراتية، ولابرس الفرنسية في كندا، وإيلاف وهي صحيفة إلكترونية تصدر في لندن وباريس وعمل في 1999 – 2001 مستشاراً إعلامياً بوزارة الداخلية في أبو ظبي في الإمارات العربية المتحدة وخلال الأعوام 2003-2005 عمل كمدرس لغة عربية للأجانب (الناطقين بالفرنسية والإنجليزية على وفق منهاج خاص من تأليفه في المدرسة العربية في مونتريال ومترجم معتمد من الحكومة الكندية (عربي– إنجليزي– فرنسي– روسي– كردي) في مونتريال بكندا وأسس هناك جريدة اسبوعية للجالية العربية باسم جريدة «المرآة» في مدينة مونتريال، واستمر في رئاستها لمدة عشر سنوات.وفي جامعة صلاح الدين بأربيل عمل أستاذاً للأدب المقارن ورئيس قسم اللغة الإنجليزية في كلية اللغات منذ العام 2005 .
عاد عام 2006 إلى العراق وعين بعد عام مديرا عاما للثقافة والفنون السريانية في اربيل، حيث عمل على تطويرها وتوسيعها لتغدو مؤسسة ثقافية ملأت فراغا كبيرا في حقل الثقافة والفنون السريانية وفي ثقافة اقليم كردستان عموما. ألف الدكتور سعدي العديد من الكتب الأدبية والدراسات التاريخية اشهرها روايته ”في انتظار فرج الله القهار” التي صدرت في بيروت عام 2006. وكان قد احتفل بآخر مؤلفاته يوم الجمعة 16 أيار 2014 في بيروت حيث تم تكريمه في حفل هناك بمناسبة صدور آخر رواياته ”عمكا" التي تدور احداثها في بلدته عنكاوا.
صدر للراحل عدد من المؤلفات وكانت مجموعته (الظل الآخر لإنسان آخر) أولى نتاجاته الابداعية إضافة إلى حكايات من عنكاوا، مدن وحقائب، في انتظار فرج الله القهار، وروايته الاخيرة «عَمْكا»، فضلا عن كتب أخرى مثل: الكلدان من الوثنية إلى الإسلام، في الأصل والفصل، وفي الثقافة السريانية، كما ترجم العديد من الأعمال الأدبية إلى الكردية.

## اللغات
- الآشورية ـ السريانية، العربية، الكردية، الروسية، الإنكليزية والفرنسية (متوسط).[8]

## الوفاة
- توفي في 30 مايو عام 2014 بأربيل إثر أزمة قلبية.[9][10][11]

## النتاج الأدبي

### روايات وقصص
- «الظل الآخرلإنسان آخر» (مجموعة قصص) بغداد – 1971.
- «مدائن الشوق والغربة» (مجموعة قصص) بغداد – 1973.
- «أبطال قلعة الشقيف» (رواية وثائقية) نشرت متسلسلة في «النداء» البيروتية ثم طبعت في كتاب في القدس – 1984 ونشرت بالروسية في مجلة «أغونيوك» متسلسلة في عام 1984.
- «يوميات بيروت» (رواية – مذكرات) موسكو، مجلة الآداب الأجنبية، 1983 نشرت مترجمة بالروسية.
- «ألأدب العراقي المعاصر في المنفى» (1976- 1986) دراسة نقدية (رسالة دكتوراه) – موسكو – 1986 (كتاب مخطوط).
- «الينابيع الأولى في التجربة القصصية» (كتاب مخطوط معد للطبع نشرت بعض فصوله في المجلات العربية عام 1999).
- «الصحافة الكردية للحزب الشيوعي العراقي» 1844 ـ 1972 ـ من منشورات نقابة صحفيي كردستان، 2008.
- «في الثقافة السريانية».
- «أدب الأطفال السويدي والأدب السويدي عن الإنكليزية».
- «التراث الثقافي للأقليات في العراق».
- «الينابيع الأولى» ـ تجربة قصصية ـ مخطوطة.

إضافة إلى ما لا يحصى من القصص والمقالات الأدبية والمتابعات والمواضيع الثقافية وعرض الكتب وغيره.

### أبحاث ودراسات تاريخية
- في الأصل والفصل وملاحظات أخرى: كراس تاريخي (بحث أكاديمي) عن أصل مدينة آشورية في شمال العراق، أربيل 1997.
- الكلدان من الوثنية إلى الإسلام: كراس تاريخي (بحث أكاديمي) أربيل 1998.
- الآشوريون من سقوط نينوى حتى دخولهم المسيحية (بحث أكاديمي) مجلة حويودو عدد يونيو 1997 ستوكهولم - السويد.
- مدخل لدراسة تاريخ عنكاوا (بحث أكاديمي) مجلة عشتار العدد الأول يناير 1999 مونتريال، كندا.
- الأصول التاريخية للغة أبناء الطائفة الكلدانية (السريانية) في العراق (بحث أكاديمي) مجلة عشتار يونيو 1999 مونتريال، كندا.
- الأصول السومرية للحضارة المصرية (عرض وتعليق) الاتحاد 30 سبتمبر 2000 أبو ظبي.
- أثر الكتابات البابلية في المدونات التوراتية (عرض وتعليق) الاتحاد 19 أكتوبر2000 أبو ظبي.
- المعتقدات الآرامية فرضيات ضعيفة لكنها أقرب إلى التصديق (قراءة نقدية لكتاب د. خزعل الماجدي) صفحة كاملة- الاتحاد 23 أكتوبر 2001.
- مؤلف كندي يحاول أن يناسب الأفارقة مع اليهود (عرض ونقد) جريدة «الشرق الأوسط» 27 تشرين أول 2002 ص14.

### أبحاث ودراسات أدبية منشورة في المجلات
- الصحافة الكردية في العراق- التطور والآفاق (صحيفة الفكر الجديد) 31 يونيو 1976 بغداد.
- الملامح الأساسية لتطور الأدب العراقي المعاصر (صحيفة ليتراتورنايا غازيتا) موسكو 1980 .
- رسول حمزاتوف والثقافة العربية (صحيفة أنباء موسكو) 28 ديسمبر 1980.
- الأدب العراقي المعاصر في المنفى، مجلة «الهدف» العدد801 في20 كانون الثاني (يناير)1986 ص53-57.
- غائب طعمة فرمان – الذاكرة الخصبة في الغربة، مجلة «الثقافة الجديدة» العدد 189 الصادر في 1987 ص 129-139.
- بيبلوغرافيا الأدب العراقي المعاصر في المنفى- مجلة البديل- العدد11 لعام 1987 *& ص44-67.
- الشعر والإرهاب (دراسة مطولة على حلقتين) مجلة أصداء الأدبية العددان الأول والثاني 1989 و 1990 مونتريال (كندا).

### ترجمات
ترجم عشرات القصائد لألكسندر بوشكين ورسول حمزاتوف ويفغيني يفتوشنكو وأندريه فيزنسينسكي وأنا أخماتوفنا ومارينا سفيتايفا وغيرهم
كما نشر عدد من القصص والقصائد المترجمة لأنار رسول رضا ونودار دومبادزة وفاضل اسكندر في جريدة الأتحاد الظبيانية خلال فترة وجوده في دولة الإمارات العربية المتحدة

### صدر له
| العنوان                                                        | اللغة             | الناشر             | سنة النشر | عدد الصفحات | الترقيم الدولي       | المصدر                      |
| -------------------------------------------------------------- | ----------------- | ------------------ | --------- | ----------- | -------------------- | --------------------------- |
| الأخوة والأخوات                                                | العربية           | دار رادوغا         | 1984      | 309         | (ردمك 5270012898)    | [ 12 ]                      |
| السيل الحديدي                                                  | العربية           | دار رادوغا         | 1985      | 205         | (ردمك 5050000823)    | [ 13 ]                      |
| بحار التايغا                                                   | العربية           | دار رادوغا         | 1985      | 360         | (ردمك 5050000815)    | [ 14 ] [ 15 ]               |
| تانيا                                                          | العربية           | دار رادوغا         | 1986      | لا يوجد     | لا يوجد              | [ 16 ]                      |
| ثلاث مسرحيات سوفيتية: تانيا ــ خالدون إلى الأبد ــ قارعة الطبل | العربية           | دار رادوغا         | 1986      | 254         | (ردمك 5050015561)    | [ 17 ] [ 18 ]               |
| أجمل السفن                                                     | العربية           | دار رادوغا         | 1987      | 292         | (ردمك 505001199x)    | [ 19 ] [ 20 ]               |
| كينتو                                                          | العربية           | دار رادوغا         | 1987      | 366         | (ردمك 5050011957)    | [ 21 ] [ 22 ]               |
| ويطول اليوم أكثر من قرن                                        | العربية           | دار رادوغا         | 1989      | 390         | (ردمك 5050020093)    | [ 23 ] [ 24 ] [ 25 ]        |
| ناموس الخلود                                                   | العربية           | دار رادوغا         | 1989      | 268         | لا يوجد              | [ 26 ]                      |
| حكايات من عنكاوا                                               | العربية السريالية | دار الكنوز الأدبية | 2001      | 112         | لا يوجد              | [ 27 ] [ 28 ]               |
| في انتظار فرج الله القهار                                      | العربية           | دار الفارابي       | 2006      | 150         | (ردمك 9953711569)    | [ 29 ] [ 30 ] [ 31 ]        |
| عمكا                                                           | العربية           | دار ضفاف           | 2013      | 264         | (ردمك 9786140109902) | [ 32 ] [ 33 ] [ 34 ] [ 35 ] |
| مدن وحقائب                                                     | العربية           | دار ضفاف           | 2013      | 215         | (ردمك 9786140209602) | [ 36 ] [ 37 ]               |